# Altenhof (Leichlingen)
Altenhof ist eine Hofschaft in der Stadt Leichlingen (Rheinland) im Rheinisch-Bergischen Kreis.

## Lage und Beschreibung
Altenhof liegt im Tal der Wupper nördlich des Leichlinger Zentrums in der naturräumlichen Einheit Unteres Wuppertal. Der nahe Fluss bildet die Stadtgrenze zu Solingen. Östlich von Altenhof befindet sich das Naturschutzgebiet Siefental nördlich Oberschmitte.
Nachbarorte sind Nesselrath und die Niederungsburg Haus Nesselrath, Leysiefen, Kradenpuhl, Kuhle, Scheidt, Diepenbroich, Oberschmitte, Bennert, Bertenrath und Hohlenweg auf Leichlinger Stadtgebiet diesseits der Wupper und Horn, Haasenmühle und Wipperaue auf der anderen Flussseite auf Solinger Stadtgebiet. Wüst gefallen ist Büchelshäuschen.

## Geschichte
Altenhof wurde erstmals um 1600 urkundlich erwähnt. Die Karte Topographia Ducatus Montani aus dem Jahre 1715 zeigt den Hof unter dem Namen Altenhof. Im 18. Jahrhundert gehörte der Ort zum Kirchspiel Leichlingen im bergischen Amt Miselohe. Die Topographische Aufnahme der Rheinlande von 1824 und die Preußische Uraufnahme von 1844 verzeichnen den Ort beide als Altenhof.
1815/16 lebten sieben Einwohner im Ort. 1832 gehörte Altenhof der Bürgermeisterei Leichlingen an. Der laut der Statistik und Topographie des Regierungsbezirks Düsseldorf als Dorfschaft kategorisierte Ort besaß zu dieser Zeit ein Wohnhaus und drei landwirtschaftliche Gebäude. Zu dieser Zeit lebten fünf Einwohner im Ort, davon einer katholischen und vier evangelischen Glaubens.
Im Gemeindelexikon für die Provinz Rheinland werden 1885 ein Wohnhaus mit sieben Einwohnern angegeben. 1895 besitzt der Ort zwei Wohnhäuser mit neun Einwohnern, 1905 ein Wohnhaus und sechs Einwohner.